# I-15 (автомагистраль)
I-15 (Interstate 15) — межштатная автомагистраль в Соединённых Штатах Америки, длиной 1433,52 мили (2307,03 км). Является четвёртой по длине автомагистралью США из числа идущих с севера на юг. Проходит по территории шести штатов.
| Штат  | миль | км   |
| ----- | ---- | ---- |
| CA    | 287  | 462  |
| NV    | 124  | 200  |
| AZ    | 29   | 47   |
| UT    | 401  | 645  |
| ID    | 196  | 315  |
| MT    | 396  | 637  |
| Всего | 1433 | 2307 |

## Маршрут магистрали

### Калифорния
- Викторвилл
- Бейкер[англ.] и Крупнейший термометр в мире

## Основные пересечения
- I-5, Сан-Диего
- SR 94, Сан-Диего
- I-805, Сан-Диего
- I-8, Сан-Диего
- SR 52, Сан-Диего
- SR 163, Сан-Диего
- SR 78, Эскондидо
- I-215, Мурьетта
- SR 91, Корона
- SR 60, Онтарио
- I-10, Онтарио
- SR 210, Фонтана
- I-215, Девор
- I-40/SR 58, Барстоу
- I-215/CC 215, Парадайс
- US 95, Лас-Вегас
- I-70, Коув-Форт
- I-215, Марри
- I-80, Саут-Солт-Лейк
- I-215, Норт-Солт-Лейк
- I-84, Огден
- I-86, Покателло
- I-90, Бьютт
- I-115, Бьютт
- I-315/I-15 Bus., Грейт-Фоллс